# AwardWallet
AwardWallet, LLC. est une entreprise de logiciel en tant que service (SaaS), qui permet à ses utilisateurs de stocker, suivre et gérer leurs programmes de fidélité, leurs comptes de voyageur fréquent et leurs cartes de crédit,,,. Le siège social d'AwardWallet se trouve à Bethlehem, dans l'état de Pennsylvanie, aux États-Unis,.
En 2012, AwardWallet a été impliquée dans une série de litiges avec plusieurs compagnies aériennes qui refusaient que le logiciel de suivi d'AwardWallet accède à leur site Web,,.

## Histoire
AwardWallet a été fondée en 2004 par Alexi Vereschaga et Todd Mera, deux ingénieurs logiciels anciennement employés chez Aelita Software Corporation,. Initialement, l'objectif principal de l'entreprise était de surveiller les programmes de fidélité et de récompenses pour les voyageurs fréquents. Ils ont ensuite étendu leurs services en ajoutant plusieurs programmes de fidélité clients et en permettant aux utilisateurs de gérer leurs comptes,,,. AwardWallet a développé une application mobile pour les appareils iOS et Android en 2010 ou 2011 d'après certaines sources,,. En juin 2020, AwardWallet comptait plus de 650 000 membres et 705 programmes de fidélité. Le logiciel AwardWallet a été cité dans plusieurs sections de médias sur les voyages et la technologie ,,,,,,,,,.

## Technologie
Le logiciel d'AwardWallet est équipé de plusieurs API liées aux voyages, dont l'API d'analyse d'e-mails, l'API d'analyse de sites Web, et l'API d'accès au compte AwardWallet. Par exemple, l'API d'analyse d'e-mails permet de retrouver les réservations de voyage à partir des e-mails de confirmation. Les réservations de voyage sont alors analysées par l'API afin de renvoyer les données de la réservation sous un format JavaScript Object Notation structuré. L'API d'accès au compte AwardWallet fonctionne avec le protocole OAuth. L'API d'analyse de sites Web permet de retrouver le solde du compte, le niveau de fidélité, la date d'expiration et bien d'autres informations à partir des comptes en ligne. Elle permet également d'accéder aux itinéraires de voyage et à l'historique de l'activité du compte. Plusieurs sources indiquent que le logiciel AwardWallet fait partie d'une économie émergente d'Interface de programmation,.

## Polémique
AwardWallet a été au cœur d'une polémique en raison du refus des compagnies aériennes d'intégrer des programmes de logiciels de suivi dans leurs systèmes API. Fin 2012, AwardWallet (ainsi que TripIt et MileWise) ont reçu de nombreuses lettres de mise en demeure de la part d'American Airlines, de Delta Air Lines,, d'United Airlines et de Southwest Airlines,, exigeant qu'AwardWallet cesse d'accéder à leurs sites Web pour suivre les programmes de récompenses de miles de leurs clients. En août 2013, American Airlines a réautorisé l'utilisation d'AwardWallet en intégrant son logiciel à l'API de la compagnie aérienne,,.